# ルイス・アルベルト・スアレス
ルイス・アルベルト・スアレス・ディアス（Luis Alberto Suárez Diaz, 1987年1月24日 - ）は、ウルグアイ・サルト県サルト出身のサッカー選手。MLS・インテル・マイアミCF所属。元ウルグアイ代表。ポジションはFW。
2度のヨーロッパ・ゴールデンシューとエールディヴィジ、プレミアリーグ、ラ・リーガの3つのリーグを含む7大会で得点王を獲得した世界屈指のストライカー。代表とクラブで500ゴール以上を挙げ、ウルグアイ代表の最多得点記録保持者（69得点）でもある。

## クラブ経歴

### キャリア初期

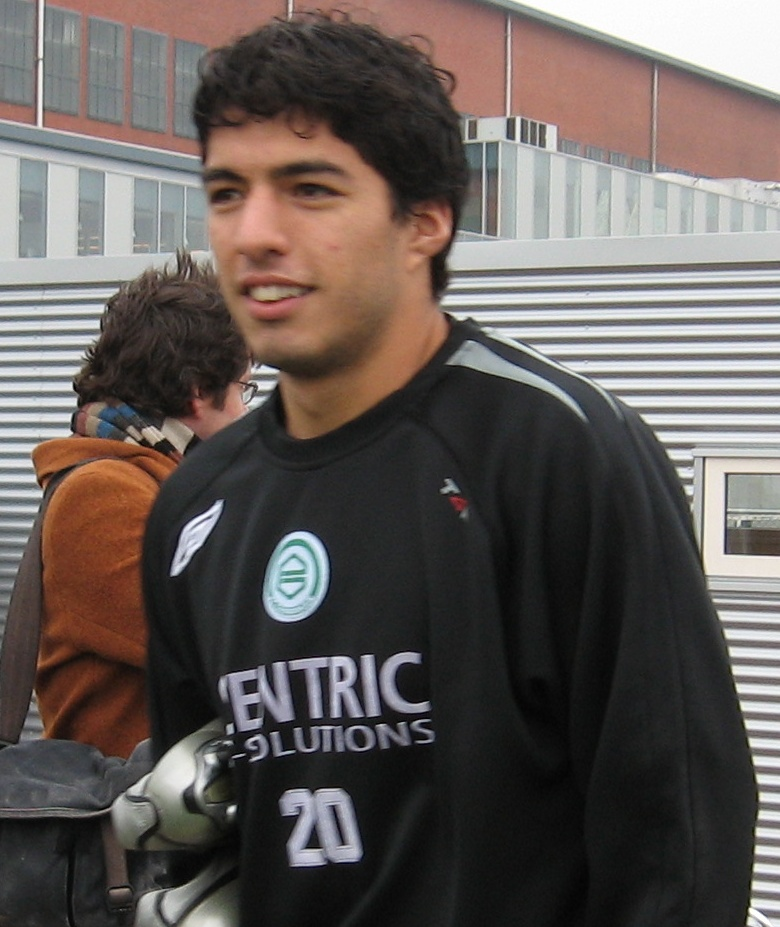
フローニンゲンでのスアレス（2006年）

少年時代はゴールキーパーもやっており、ボールを弾くのが好きだったという。またガブリエル・バティストゥータに憧れていた。ナシオナルに所属していた2005-06シーズンは29試合で12得点を決め、プリメーラ・ディビシオン優勝を果たした。この時期、後に夫人となる母国時代から交際のあった女性がスペインに引っ越し、シーズン終了後、オランダのフローニンゲンに移籍金80万ユーロで移籍した。2006-07シーズンは27試合に出場して10得点した。

### アヤックス

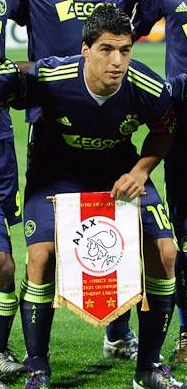
アヤックスでのスアレス（2010年）

2007年8月、移籍金750万ユーロでアヤックス・アムステルダムに移籍した。移籍初年度の2007-08シーズンは17得点し、得点ランク3位に入った。国内カップ戦と欧州カップ戦も含めると41試合出場20得点を記録した。2008-09シーズンは終盤までムニル・エル・ハムダウィと得点王争いをし、最終的に22得点で得点ランク2位に入った。
2009-10シーズンはアヤックスのキャプテンとして臨んだ。2009年8月8日、ヴァールヴァイク戦で残り20分からハットトリックを達成し、歴代10位の若さでのエールディヴィジ通算50得点を達成した。上位にはヴィム・キーフト（1位）、マルコ・ファン・バステンなどがいる。8月20日、UEFAカップ予選プレーオフ・スロヴァン・ブラチスラヴァ戦1stレグでは4得点する活躍を見せた。2009-10シーズンは開幕からゴールを量産し、2度の4得点を含め4試合でハットトリックを達成した。ヴァールヴァイク戦での2点目は25mの距離からのミドルシュートであった。14-1と大勝したKNVBカップ4回戦のWHCウェゼプ（アマチュアクラブ）戦ではダブルハットトリックを記録した。最終的にこのシーズンはリーグ戦で35得点を挙げ、得点王となった。
2010-11シーズンはアヤックスがチャンピオンズリーグに予備予選3回戦から参加した。スアレスは予備予選3回戦のPAOK戦とプレーオフのディナモ・キーウ戦で得点を挙げ、4シーズンぶりのグループリーグ出場に貢献した。本戦ではグループリーグ第3節のオセール戦でチャンピオンズリーグ初ゴールを決めた。国内リーグではデ・フラーフスハップ戦でシーズン初のハットトリックを達成した。2010年11月21日のPSV戦では終了間際に相手選手のオトマン・バッカルの左肩に噛み付き、7試合の出場停止処分を受けた。

### リヴァプールFC
2011年1月28日、5年半契約でプレミアリーグのリヴァプールへ移籍し、アヤックスには移籍金2280万ポンドが支払われた。移籍した直後のリーグ戦であるストーク・シティ戦で後半途中から出場し、移籍後初ゴールを決めた。第29節のマンチェスター・ユナイテッド戦では鋭いドリブル突破からディルク・カイトの先制点をアシストするなど3得点全てに絡む活躍を見せ、チームの勝利に貢献した。第36節のフラム戦ではチームメイトでキャプテンのスティーヴン・ジェラードに絶賛される程の活躍を見せ、マン・オブ・ザ・マッチに選出された。
2011-12シーズンの第8節マンチェスター・ユナイテッド戦でパトリス・エヴラに人種差別発言をしたとして8試合の出場停止処分を受けた。2012年4月28日のノリッジ・シティ戦でリヴァプールでの初のハットトリックを達成した。

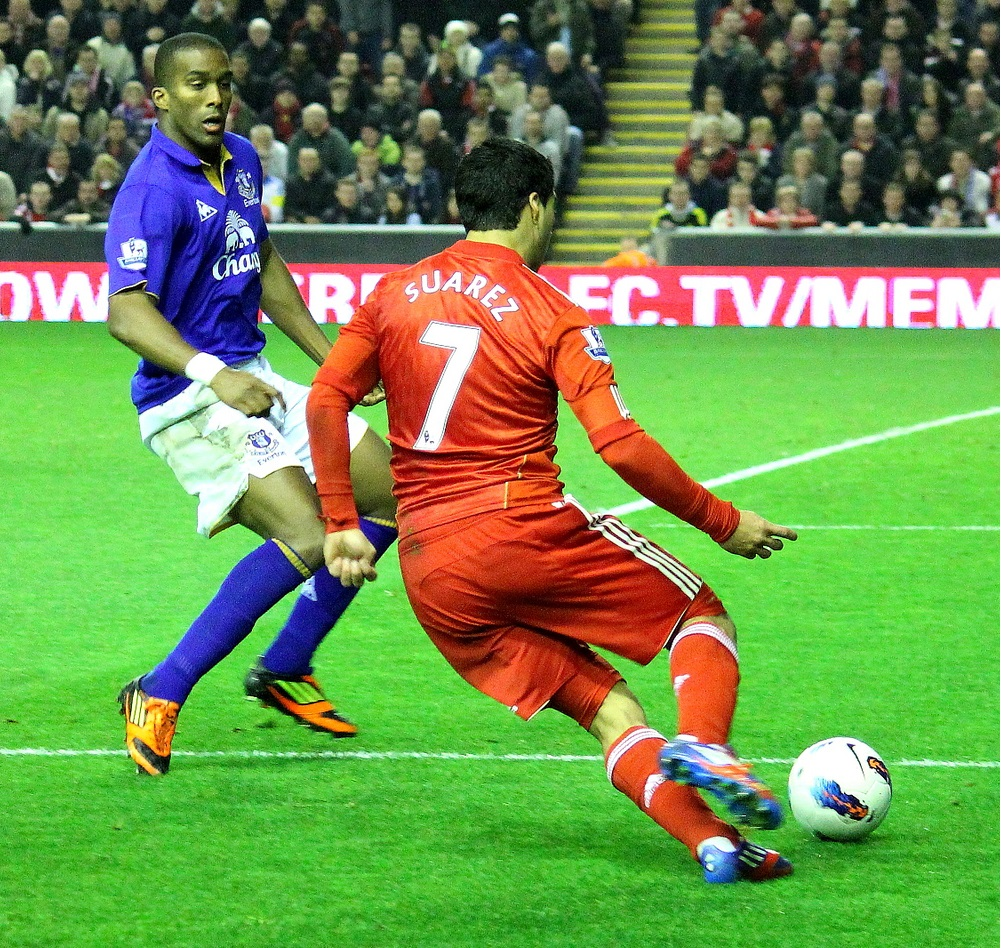
リヴァプールでのスアレス（2012年）

2012-13シーズンの第6節のノリッジ・シティ戦で再びハットトリックを達成。第28節のウィガン戦で3度目のハットトリックを達成し、ロビー・ファウラーとフェルナンド・トーレスに次いで1シーズンでプレミアリーグ20ゴール以上を挙げたリバプール史上3人目の選手になり得点ランク2位の23ゴールをあげる活躍を見せた。第34節チェルシー戦でブラニスラヴ・イヴァノヴィッチの腕に噛み付き、直後に謝罪したが、FAから10試合の出場停止処分を受けた。
2013-14シーズンは開幕から6試合出場停止だったが、そのハンデを乗り越えて復帰後は第9節のウェスト・ブロム戦、第30節のカーディフで戦ハットトリック。第14節のノリッジ・シティ戦では自身初の4得点を達成した。ノリッジ・シティ相手の3度目のハットトリック、通算で6試合12ゴールと最も得点を奪った相手となった。最終的にPKなしでリーグ戦31ゴール、12アシストという活躍を見せ、リヴァプール所属選手としては1998-99シーズンのマイケル・オーウェン以来の得点王となり、ヨーロッパ・ゴールデンシューも受賞し、プレミアリーグ創立以降のリヴァプールにおける1シーズンのリーグ戦で30得点を挙げた最初の選手になったスアレスは、アンディ・コール、アラン・シアラー、ケヴィン・フィリップス、ティエリ・アンリ、クリスティアーノ・ロナウド、ロビン・ファン・ペルシに次いでプレミアリーグの1シーズンで30ゴールを決めた7人目の選手になった。さらに、ヨーロッパ以外の選手で初となるPFA年間最優秀選手賞とプレミアリーグ年間最優秀選手を受賞した。

### FCバルセロナ

#### 2014-15シーズン

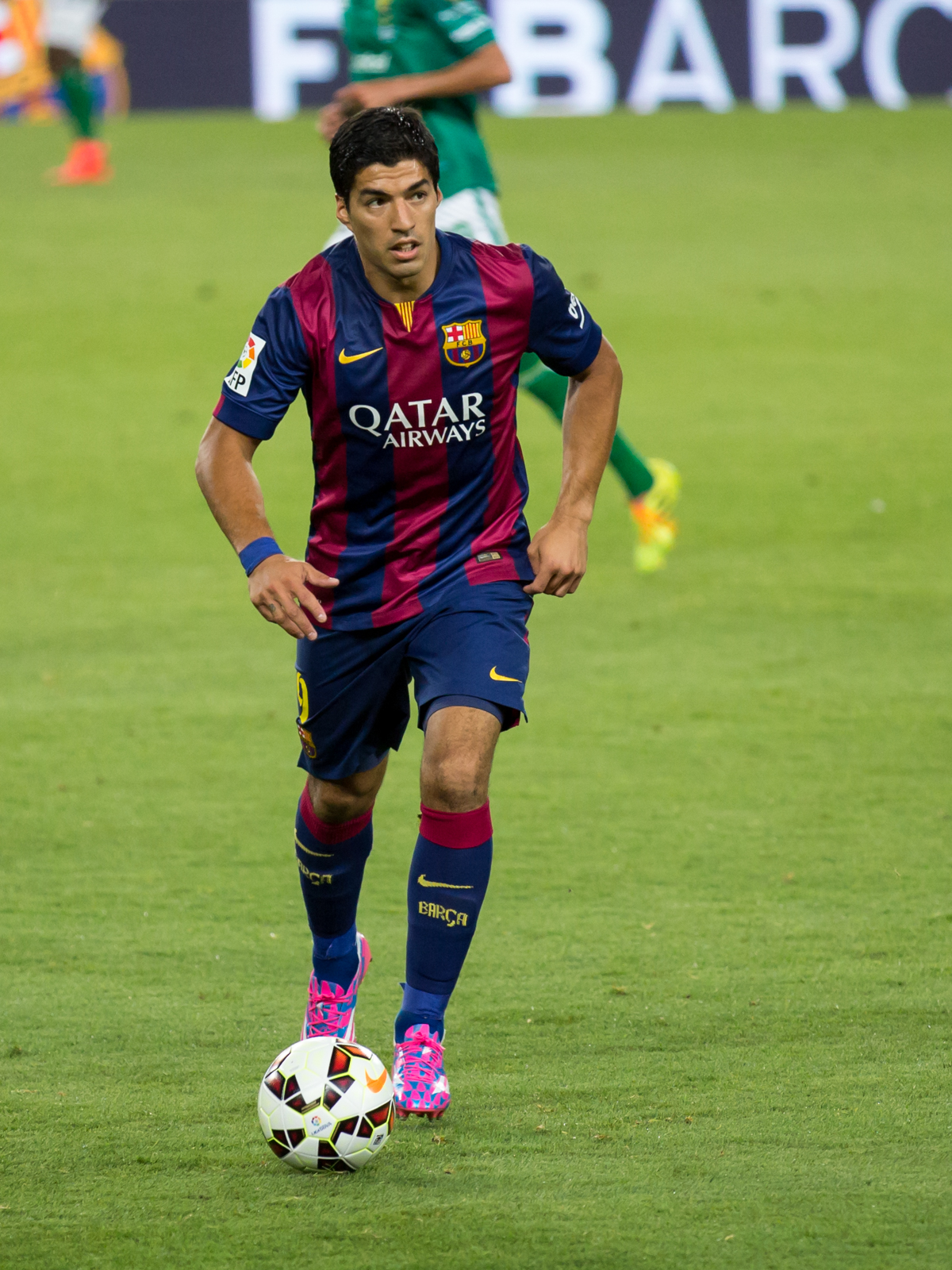
バルセロナ1年目のスアレス（2014年）

2014年7月、バルセロナはスアレスの移籍についてリヴァプールと合意したと発表。契約は5年間。移籍金は8100万ユーロである。背番号は9番。
後述の2014 FIFAワールドカップでの噛み付き行為により当初はあらゆるサッカー活動が禁止されていたが、スポーツ仲裁裁判所の裁定により処分が一部緩和され、練習参加とスタジアムへの立ち入りは認められた。10月24日に処分が終了し、リーグ戦第9節のレアル・マドリード戦で先発デビュー、開始3分で先制点をアシストした。11月25日のチャンピオンズリーググループステージのAPOEL戦にて先制点を挙げ公式戦初得点を記録した。12月20日、第16節のコルドバ戦でリーグ戦初ゴール。シーズン前半はアシストなどで貢献するものの得点は伸び悩んだが、シーズン後半からは持ち前の得点感覚を発揮。デビュー戦以来のエル・クラシコとなる2015年3月22日のレアル・マドリード戦ではダニエウ・アウヴェスからのロングパスからの裏抜けで決勝点を決めた。
4月15日にパルク・デ・プランスで行われたCL準々決勝パリ・サンジェルマンでは2ゴールを決めた。また、この試合ではシーズン開幕前に当時のDF史上最高額（4,000万£）でチェルシーからパリに移籍していたブラジル代表のダビド・ルイス相手に2度の股抜きをして翻弄した。5月2日のコルドバ戦では移籍後初のハットトリックを達成した。CL決勝戦ではユヴェントス相手に決勝ゴールを決め、シーズン途中からの参加でありながら公式戦25ゴール21アシストを記録しチームの主要タイトル3冠達成に貢献した。

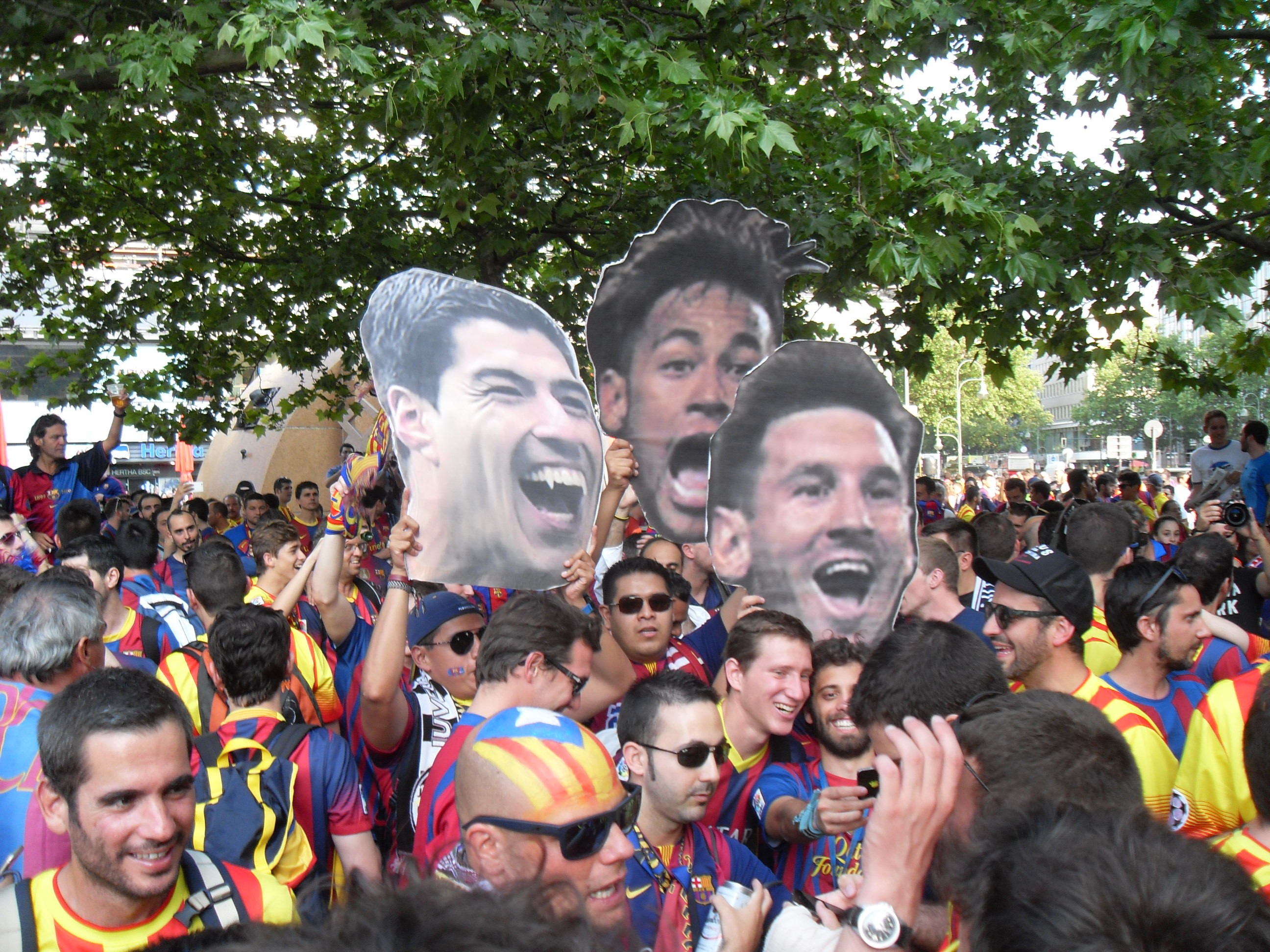
ベルリンでのCL決勝前にMSNの顔パネルを掲げるバルセロナサポーター

スアレスと同じ南米のアルゼンチン出身であるリオネル・メッシ、さらにブラジル出身であるネイマールとの3トップは、それぞれの頭文字を合わせた「MSN」の愛称で呼ばれ、MSNは2011-12シーズンにレアル・マドリードが記録した118ゴールを抜いて、スペインの3トップ史上最多の122ゴール（メッシ: 58ゴール、スアレス: 25ゴール、ネイマール: 39ゴール）を記録した。

#### 2015-16シーズン

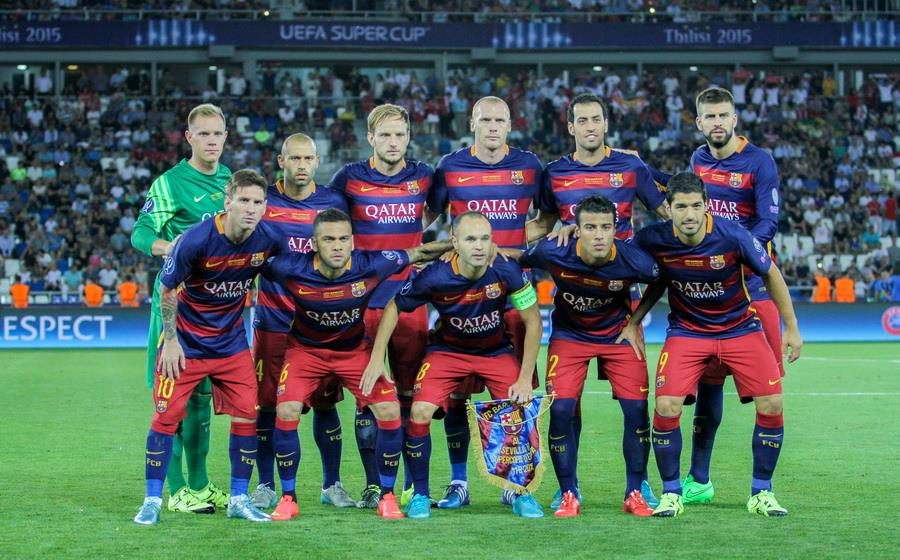
UEFAスーパーカップでのスアレス（右下）

このシーズンはUEFAスーパーカップのセビージャ戦で1ゴール1アシストの活躍をする形で開幕した。10月31日のヘタフェ戦にて先制点を決め、欧州デビュー後300得点を記録した。11月21日、レアル・マドリード戦では2得点を決める活躍をして2年連続で2桁得点を記録した。12月17日のクラブワールドカップ、広州恒大戦では大会史上初のハットトリックを達成した。さらに、20日に行われた決勝、リーベル・プレート戦でも2ゴールを挙げてチームの優勝に貢献。自身も大会史上最多となる5ゴールで得点王、大会MVPに輝いた。2016年2月3日の国王杯、バレンシア戦では1試合4得点を記録した。4月23日のスポルティング・ヒホン戦では2試合連続4得点を挙げ、1シーズンに公式戦50ゴールを達成したリーガ史上3人目の選手となった。5月14日のグラナダ戦ではシーズン6度目のハットトリックを達成してリーガ史上3人目のシーズン40ゴールを記録し、リーガ・エスパニョーラ連覇に貢献した。最終的にリーグ戦40ゴール、公式戦59ゴールを記録してメッシとクリスティアーノ・ロナウド以外では7シーズンぶりのリーグ得点王に輝き、2度目のヨーロッパ・ゴールデンシューも獲得した。

#### 2016-17シーズン
2017年1月11日の国王杯、アスレティック・ビルバオ戦にてバルセロナでの公式戦100ゴールを達成した。3月8日、チャンピオンズリーグラウンド16でPSGと対戦。バルセロナはファーストレグを0-4で落としていたため突破は絶望的に思われた。けれども、約96,000人の観客を動員したカンプ・ノウでスアレスは試合開始直後に先制点を挙げ、終盤にもペナルティエリア内で倒されてPKを得たことで最終的に6-1で2ndレグを制した。この試合はカンプ・ノウの奇跡と呼ばれ、セカンドレグ開始時点で4点のビハインドを追う状態からの突破は、チャンピオンズリーグ史上最大の大逆転劇であった。

#### 2017-18シーズン
2018年1月21日のレアル・ベティス戦ではラ・リーガ通算100ゴールを達成、3月10日のマラガ戦では先制点を挙げ、対戦したリーガ全チーム相手にゴールを決めた。4月14日、カンプノウで行われたバレンシア戦でスアレスは先制点を挙げ、プリメーラ・ディビシオンの新記録となる39試合無敗記録を達成した。4月29日、スアレスはデポルティーボ・ラ・コルーニャに4-2で勝利した試合でメッシの3つのゴールをすべてアシストし、バルセロナで3度目のリーグタイトルを獲得した。5月13日、無敗優勝まで残り2試合に迫ったラ・リーガ37節のレバンテ戦でスアレスは1ゴール1アシストを記録するも4-5で惜敗し、無敗記録も43試合で途絶えた。

#### 2018-19シーズン
10月28日、レアル・マドリードとのエル・クラシコではハットトリックを達成した。過去20年のリーグ戦でのクラシコにおいてハットトリックしたバルセロナの選手はメッシに次いで2人目の快挙だった。2019年5月1日、かつて所属したリヴァプールとチャンピオンズリーグ準決勝で対戦するとファーストレグで1ゴールを挙げて3-0の勝利を掴んだ。しかし、アンフィールドで行われたセカンドレグで0-4の敗北を喫したため準決勝敗退となった。

#### 2019-20シーズン

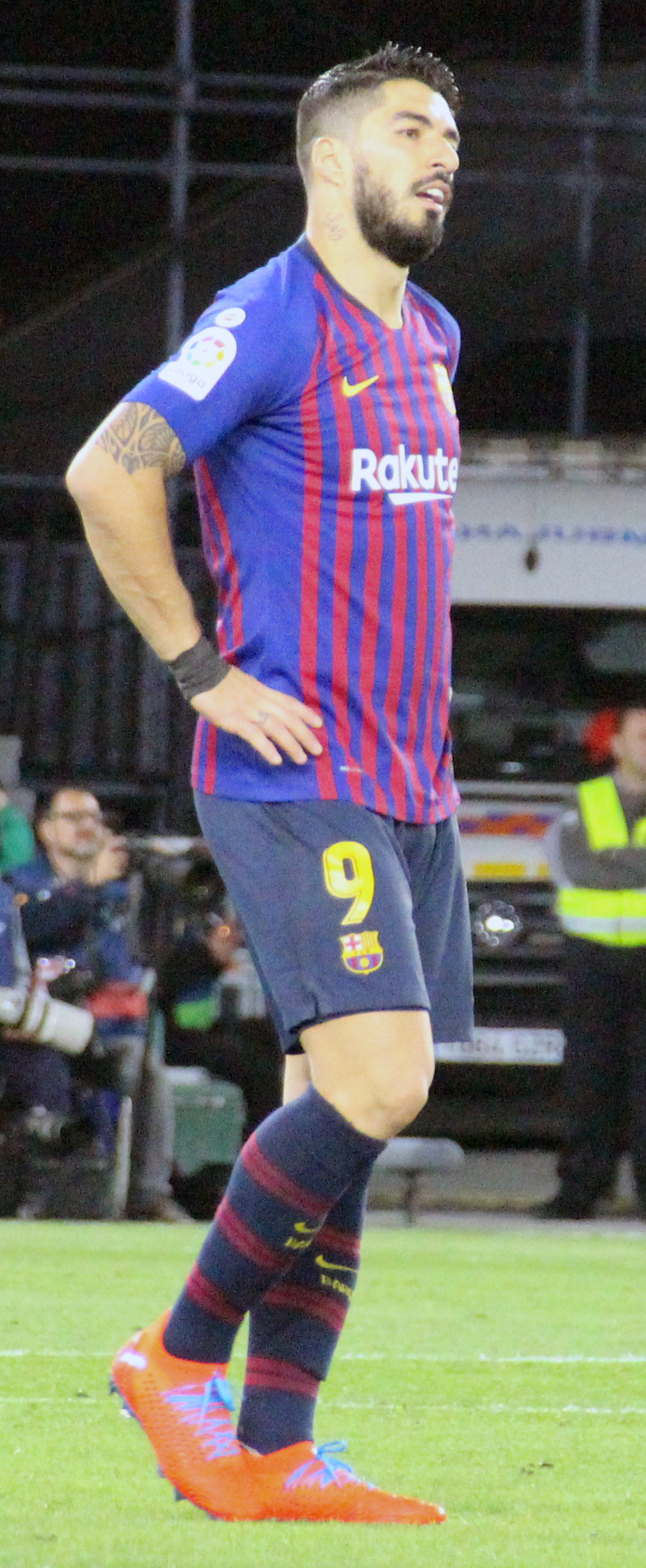
バルセロナでの最終シーズンのスアレス（2019年）

2019年10月6日、セビージャ戦ではバイシクルシュートを決め、このシーズンのリーグ戦初ゴールを決めた。2020年1月12日、スーペルコパ・デ・エスパーニャでヒザを負傷し、手術と4ヶ月間の離脱を余儀なくされた。復帰後、RCDエスパニョール戦でスアレスはバルセロナで195ゴール目を挙げ、ラディスラオ・クバラを抜きクラブ歴代3位の得点者になった。
2019-20シーズン終了までに、クラブでは歴代3位となる公式戦通算198ゴールを決めた。しかし、チームは約12年ぶりに無冠でシーズンを終えてしまう。スアレス自身、チャンピオンズリーグでバイエルン・ミュンヘンに2-8で大敗した試合がバルセロナでの最後の試合であり、その際に一矢を報いた2点目がバルセロナでのラストゴールとなった。シーズン終了後にロナルド・クーマン監督に戦力外とされ、クラブから退団を迫られた。

### アトレティコ・マドリード

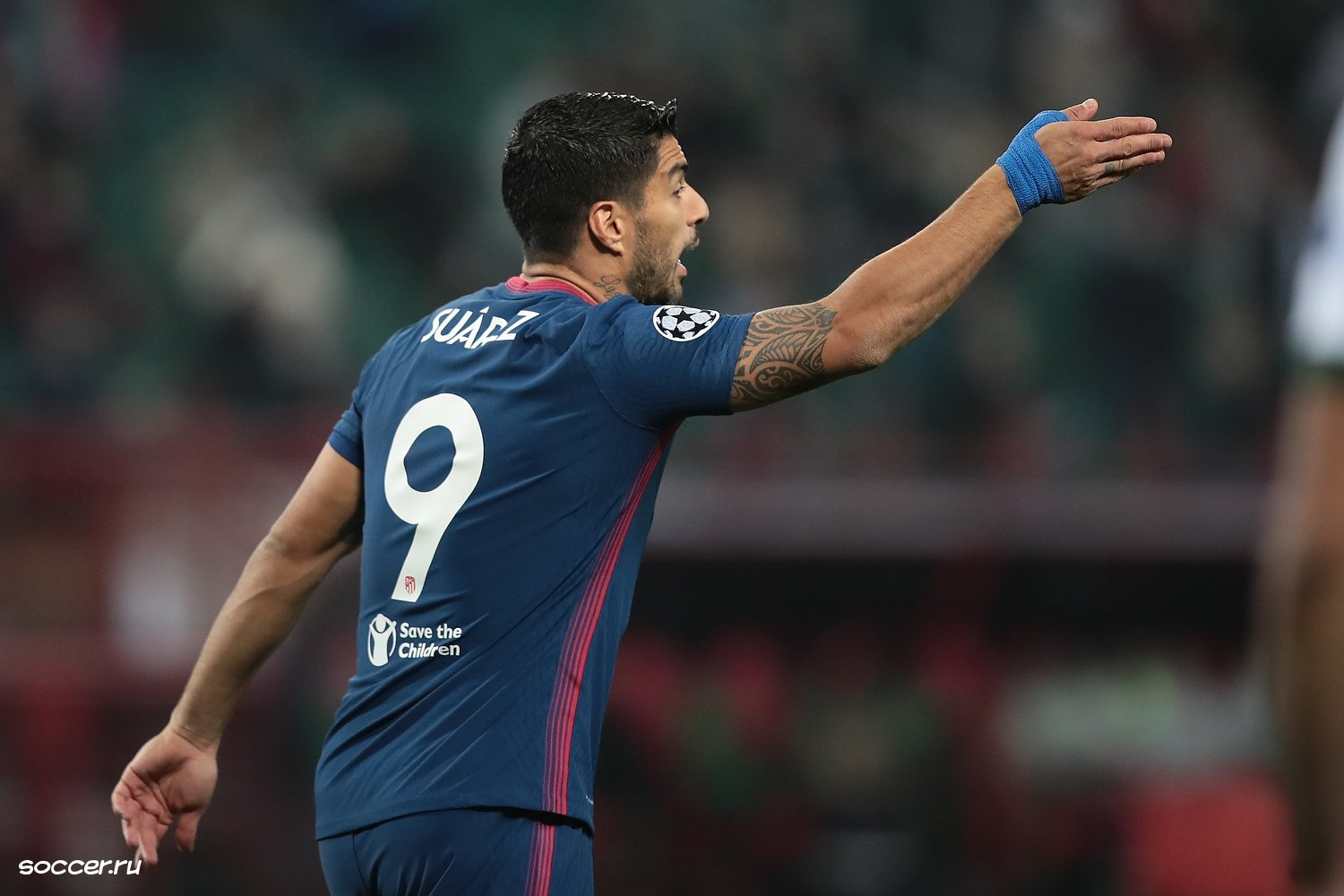
アトレティコ・マドリードでのスアレス（2020年）

2020年8月19日にバルセロナの監督に就任したロナルド・クーマンはスアレスが不要になったことを伝え、クラブ会長のジョゼップ・マリア・バルトメウもまた、同月初めにチャンピオンズリーグでバイエルン・ミュンヘンに2-8で敗れた後、スアレスを売却可能リストに入れた。その後クーマンから本人に戦力外になったことを電話で伝えられた。
9月25日、 アトレティコ・マドリードと2年契約を結んだ。バルセロナはアトレティコへの移籍金を無料にした他、契約で支払われるはずだった給料を保証するため、給料の一部をスアレスに支払う。背番号はアルバロ・モラタが付けていた9番。
9月27日、グラナダ戦に途中から出場し、19分間のプレーで2ゴール1アシストの活躍を見せ、鮮烈なアトレティコデビューを飾った。 11月25日、2019年12月7日のマジョルカ戦で決めたスアレスのバックヒールでのゴールは、2020年FIFAプスカシュ賞にノミネートされ、最終的にはトッテナム・ホットスパーのソン・フンミンのゴールに次ぐ2位にランクインした。優勝がかかるリーグ最終節のバリャドリード戦で決勝点を挙げるなど、リーグ戦32試合で21ゴールを挙げて、アトレティコにとって7シーズンぶり通算11回目のリーグ優勝に貢献した。スアレスはアトレティコと2年契約を結んでいたが、その契約の中には2020-21シーズンの終了後に自分の意思次第で退団を選択できる条件が盛り込まれていた。しかし、スアレスは2021-22シーズンもアトレティコでプレーし続けることを明言した。
2021年10月2日、クーマン率いる古巣バルセロナ戦では1ゴール1アシストの活躍で2-0の勝利に貢献した。ちなみに、スアレスはゴール直後にバルセロナのサポーターに対して謝罪をするとともに、電話で話しているかのようなパフォーマンスを右手でしていた。これは自身に電話で戦力外を告げたクーマンに対する皮肉ではないかと噂されたが、本人はこの噂を否定している。10月24日、ラ・リーガ第10節レアル・ソシエダ戦はアトレティコ加入後50試合目の出場となった。この試合で2得点を挙げたことにより加入後合計28得点を記録したが、これはバルセロナ時代と全く同じペースだった。
アントワーヌ・グリーズマンやマテウス・クーニャといった同じポジションを争うライバルが加入した影響もあり、主力として活躍していた2020-21シーズンから一転して途中出場が増え、2022年5月15日に本拠地ワンダ・メトロポリターノにて開催された第37節セビージャ戦のハーフタイムに2021-22シーズン限りで退団することが発表された。なお、試合後の退団セレモニーでは涙を流していたスアレスだが、クラブ側が契約延長せず退団セレモニーを開催する意向だと知ったのは前日だった。

### ナシオナル帰還
契約満了に伴いアトレティコを退団したスアレスはカタールW杯を見据えてヨーロッパでのプレーを望んでいることや、MLSに所属する複数のクラブなどからもオファーがあったことを明かした。しかし、古巣ナシオナル のサポーターがSNSで「#SuarezANacional（ナシオナルにスアレスを！）」と呼びかけたことで、当初希望していた欧州や金銭面で条件の良いMLSからのオファーも断り、2022年7月26日にナシオナルとの事前合意が発表された。
2022年8月3日、コパ・スダメリカーナ準々決勝1stレグアトレチコ・ゴイアニエンセ戦の74分にフランコ・ファグンデスとの交代で2度目のナシオナルデビューを果たした。6日の国内リーグ第2節CAレンティスタス戦では後半開始から出場し、後半13分にブリアン・オカンポのコーナーキックをヘディングで合わせて移籍後初ゴールを決めた。9月、ナシオナルのホセ・フエンテス会長はシーズン終了後にスアレスがチームを退団すること明かした。10月17日、カンペオナート・ウルグアージョの後期にあたるクラウスーラ第14節のCSセリート戦に2-1で勝利し、最終節を残してクラウスーラを優勝。これによりスアレスは自身20個目のトロフィーを獲得した。その後、31日に行われた前期のアペルトゥーラ優勝クラブのリベルプールとの試合でも2ゴールを決めたスアレスは、リーグ戦14試合に出場して8ゴール3アシストの活躍で古巣クラブに2022年のリーグ戦年間王者タイトルをもたらした。

### グレミオ

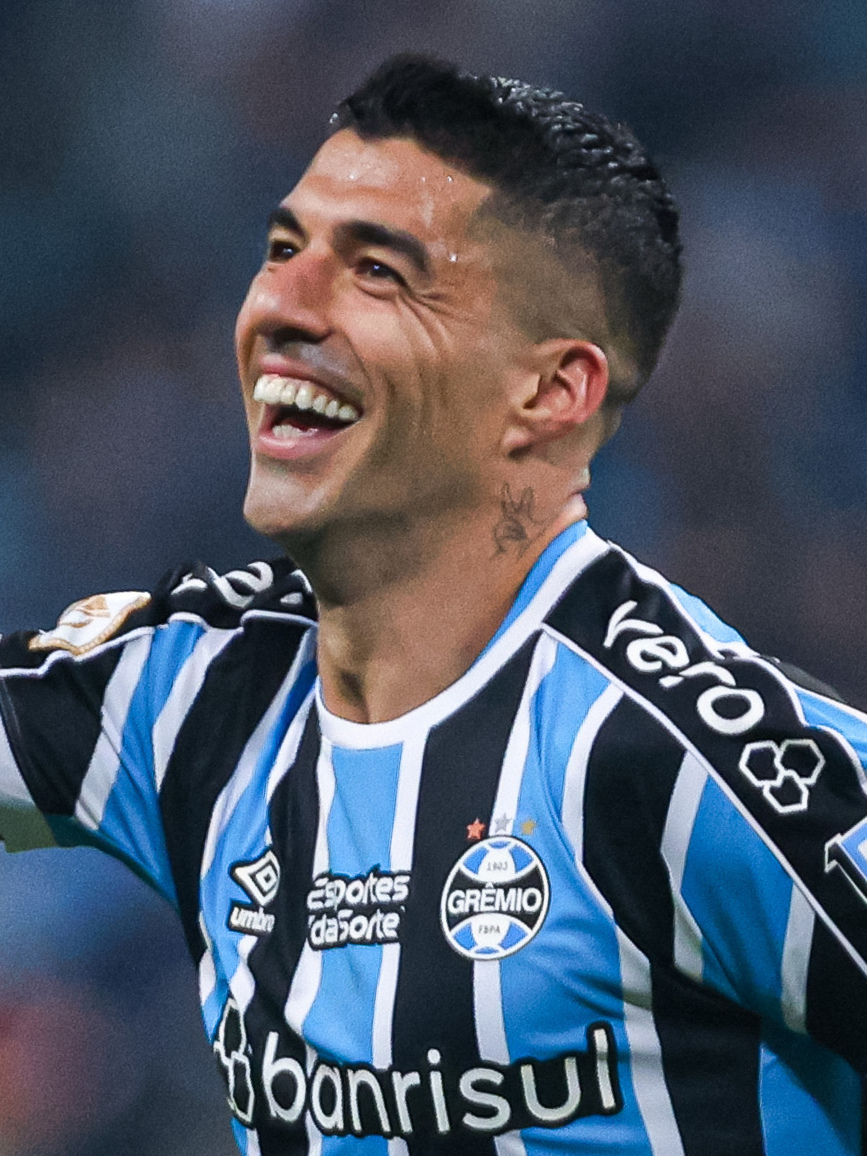
グレミオでのスアレス（2023年）

2022年12月31日、ブラジルのグレミオFBPAはスアレスと2024年末までの2年契約を締結したと発表した。
2023年1月17日、レコパ・ガウショ決勝でグレミオデビューを果たすと、前半だけでハットトリックを達成して4-1の勝利に貢献した。7月30日、スアレスは記者会見でグレミオとは2024年まで契約しているものの、右ヒザの影響で全国リーグと州リーグがあるハードなブラジルでプレーし続けることは難しいため、契約期間を短縮して年内でグレミオを去ることを明かした。11月9日、カンピオナート・ブラジレイロ・セリエAで首位ボタフォゴとアウェーで対戦。2点を追う展開からスアレスは後半に3ゴールを挙げ、重要な試合でチームを逆転勝利に導いた。
12月、スアレスはヒザの問題についてウルグアイのラジオ番組で詳細な状態を語った。
膝の外側には、バルセロナにいた頃の2020年に手術したときの張りが残っている。リハビリの最後の段階でパンデミックが来て、自分でエクササイズをしなければならなくなり、膝のストレッチを終えることができなかった。内側は軟骨がすり減っていて、それが骨に当たっている。試合の前日には薬を3錠飲み、プレーする数時間前にボルタレン注射を打つ。そうしないとプレーできない。だから足を引きずっているんだ。あと5年もすれば友達との5人制サッカーすらできなくなるかもしれない。実際、朝起きた時の一歩目はとても痛いし誰が見ても試合に出場をするのは不可能だと思う。息子に一緒に遊ぼうと言われても遊べない。とはいえ、頑固だからサッカーを続けたい。でもまだ何が起きるかはわからないけどね。
グレミオはカンピオナート・ガウショ優勝とカンピオナート・ブラジレイロ・セリエAを準優勝でフィニッシュし、キャプテンを担ったスアレス自身も得点ランキング2位となる17ゴールと、11アシストの活躍でフッキと共にアシスト王を獲得。さらに、この年のボーラ・ジ・オーロを受賞した。

### インテル・マイアミ
2023年夏頃からスアレスはバルセロナで共にプレーしたメッシとセルヒオ・ブスケツ、ジョルディ・アルバが所属するメジャーリーグサッカーのインテル・マイアミCFに加わることが度々噂された。12月22日、2024シーズン開幕に先立ってインテル・マイアミに加入することが正式に発表された。

## 代表経歴
2007年2月8日のコロンビア戦でウルグアイ代表デビューした。2010 FIFAワールドカップ予選では、ボリビア戦とチリ戦で得点している。

### 南アフリカW杯
2010 FIFAワールドカップ本大会では、グループリーグ第3戦のメキシコ戦で決勝ゴールを挙げ、グループリーグ首位通過に貢献した。決勝トーナメント1回戦の韓国戦では2得点を挙げ、チームを40年ぶりとなるベスト8進出に導いた。準々決勝のガーナ戦では1-1の同点で迎えた延長戦終了間際、相手セットプレーからの枠内に飛んだドミニク・アディアーの決定的なシュートをハンドで阻止。決定的な場面での故意に手を使った得点機会阻止のため、レッドカードを受け退場した。しかし、直後のアサモア・ギャンのPKはクロスバーに弾かれ、得点にはならなかった。そのまま延長戦は終了し、PK戦でウルグアイが4-2で勝利した。このハンド事件については2015年に出版した自伝『理由』において、「最初は、目の前にいた味方の影になって『誰にも見られなかった』と思った。でも、主審の笛が鳴った。すると今度は別の考えが頭に浮かんだ。真横にいたホルヘ・フシーレは、俺に似ているとまでは言えなかったけど、同じ黒髪で、同じくゴールライン上にいて、しかもこの試合中にすでにイエローを1枚もらっていたから、チームが勝っても警告累積で準決勝には出場できないことが決まっていた。そこで、主審の方を向いて、自分ではなく彼のファウルだと合図をしてみた。しかし、苦肉の策も主審には通じず、俺の目にレッドカードが飛び込んできた。」と記している。しかし、準決勝でチームはオランダに敗れ、決勝進出は成らなかった。このシーンはFIFAワールドカップ・南アフリカ大会のハイライトシーンの1つにあげられた。出場停止から復帰した3位決定戦のドイツ戦ではエディンソン・カバーニの同点弾をアシストし、チームもディエゴ・フォルランが逆転ゴールを決め一時はリードするも最終的に逆転負け。チームは4位入賞を果たした。
同年10月8日、インドネシアとの親善試合では代表で初めてのハットトリックを達成した。

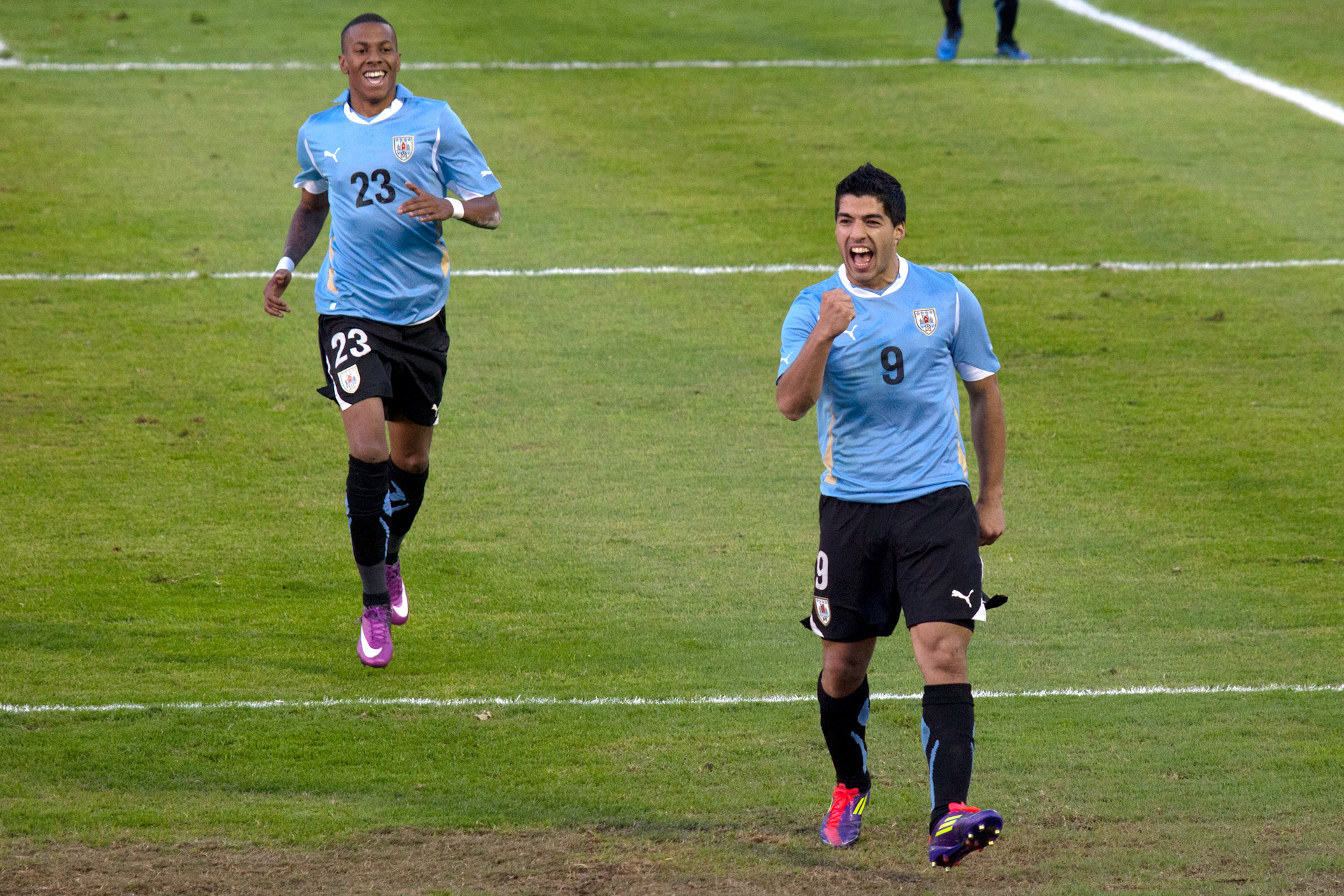
オランダ戦でゴールを決めた際のスアレス（右）

2011年6月8日、オランダとの親善試合でゴールを決めた。

### コパ・アメリカ2011
コパ・アメリカ2011では準決勝のペルー戦で2得点を挙げ、決勝のパラグアイ戦でも決勝点を挙げるなど、大会2位の4得点を記録。ウルグアイの15回目の優勝に貢献。大会最優秀選手に選出された。2011年11月11日に行われた2014 FIFAワールドカップ・南米予選のチリ戦では1人で4得点を挙げ、チームの勝利に貢献した。

### ロンドン五輪
2012年7月9日、スアレスはリヴァプールのチームメイトであるセバスティアン・コアテスとともに2012年のロンドンオリンピックに出場するウルグアイオリンピック代表にオーバーエイジ選手の1人として選ばれた。7月11日に行われたチリとの大会前の試合でスアレスはハットトリックを達成し、ウルグアイは0-2の劣勢から6-4で逆転勝利を収めた。
オリンピック本大会でスアレスはキャプテンにも指名され、ウルグアイは開幕戦でアラブ首長国連邦に勝利するも、セネガルとイギリスに敗れたため1次リーグで敗退した。

### ブラジルW杯

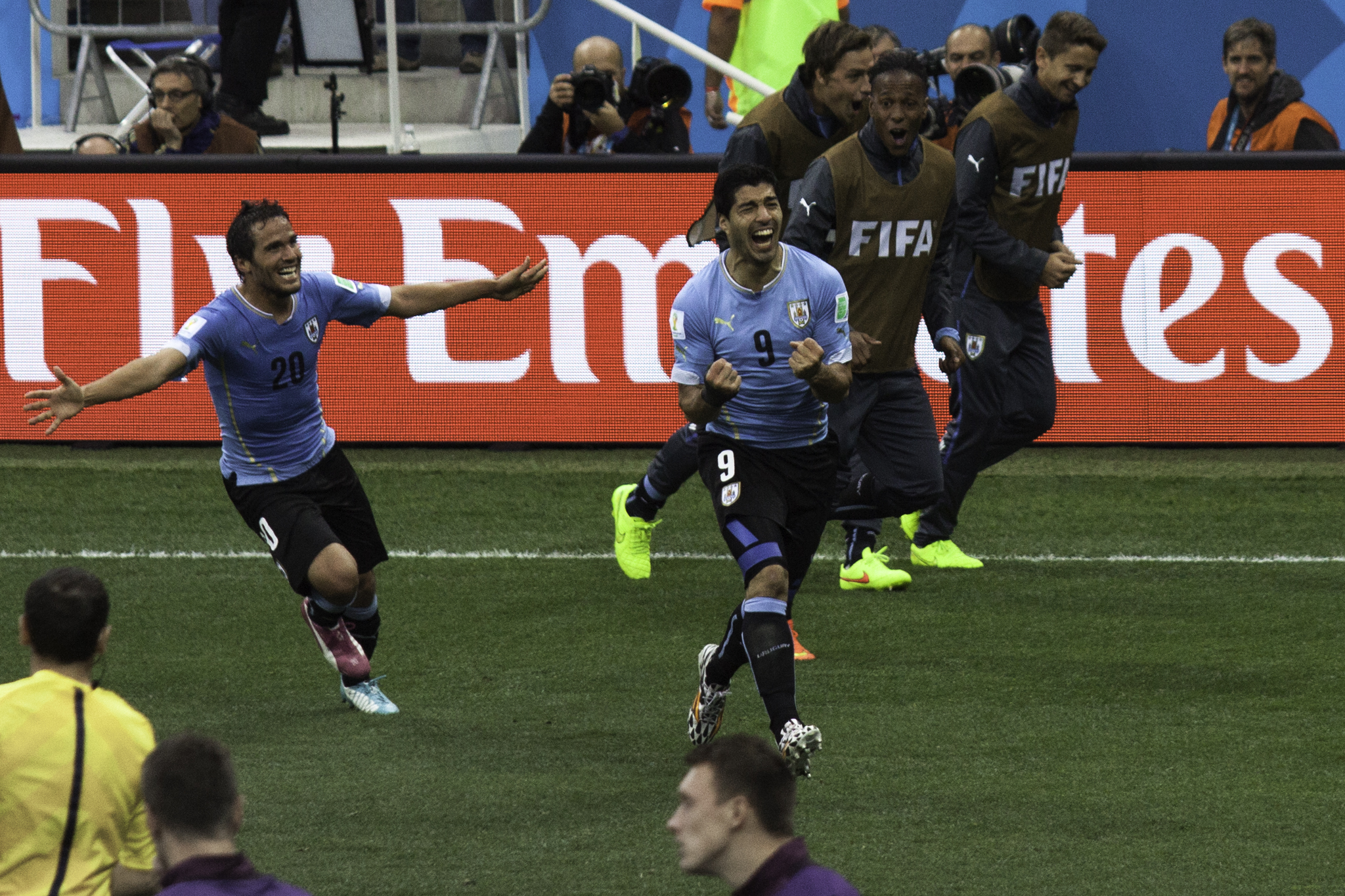
ブラジルW杯 イングランド戦で得点を挙げた直後のスアレス（中央）

2014年、ワールドカップ・ブラジル大会のグループリーグ初戦のコスタリカ戦では出場機会がなかったが、次のイングランド戦では2得点を挙げてチームの勝利に貢献した。しかし、第3戦対イタリア戦において、イタリア代表DFジョルジョ・キエッリーニの左肩に、試合中としては通算3度目となる噛み付きを行い、FIFAによる調査と審議の結果、同月26日に、ウルグアイ代表としての公式戦9試合出場停止、スタジアムへの入場禁止を含むサッカーに関するあらゆる活動の4カ月間禁止、ならびに10万スイス・フランの罰金という非常に重い処分が下された。これによりスアレスは、ウルグアイ代表が決勝トーナメント進出を決めた同大会のみならず、所属する英プレミアリーグでの公式戦も10月まで出場が不可能となった。この処分はFIFA傘下の全てのリーグに及ぶため、プレミアリーグ内の他クラブや他国のリーグに移籍した場合でも有効となる非常に重い処分である。チームも決勝トーナメントでコロンビアに0-2で敗れ、ベスト16で敗退した。2016年3月に1年4ヶ月ぶりにウルグアイ代表に復帰し、3月25日の2018 FIFAワールドカップ・南米予選のブラジル戦でチームを引き分けに導く同点ゴールを挙げた。コパ・アメリカ・センテナリオでは大会前の負傷によってGLでは控えとなり、チームも復帰を待たずに敗退した。2016年11月15日、2018 FIFAワールドカップ・南米予選のチリ戦にて先発出場するも、1-3で敗戦。試合終了後にチリサポーターに向かって中指を突き立てる行為をした。2017年10月10日、予選第18節ボリビア戦で2ゴールを挙げる活躍を見せ、ウルグアイ代表のワールドカップ出場権獲得に貢献した。

### ロシアW杯

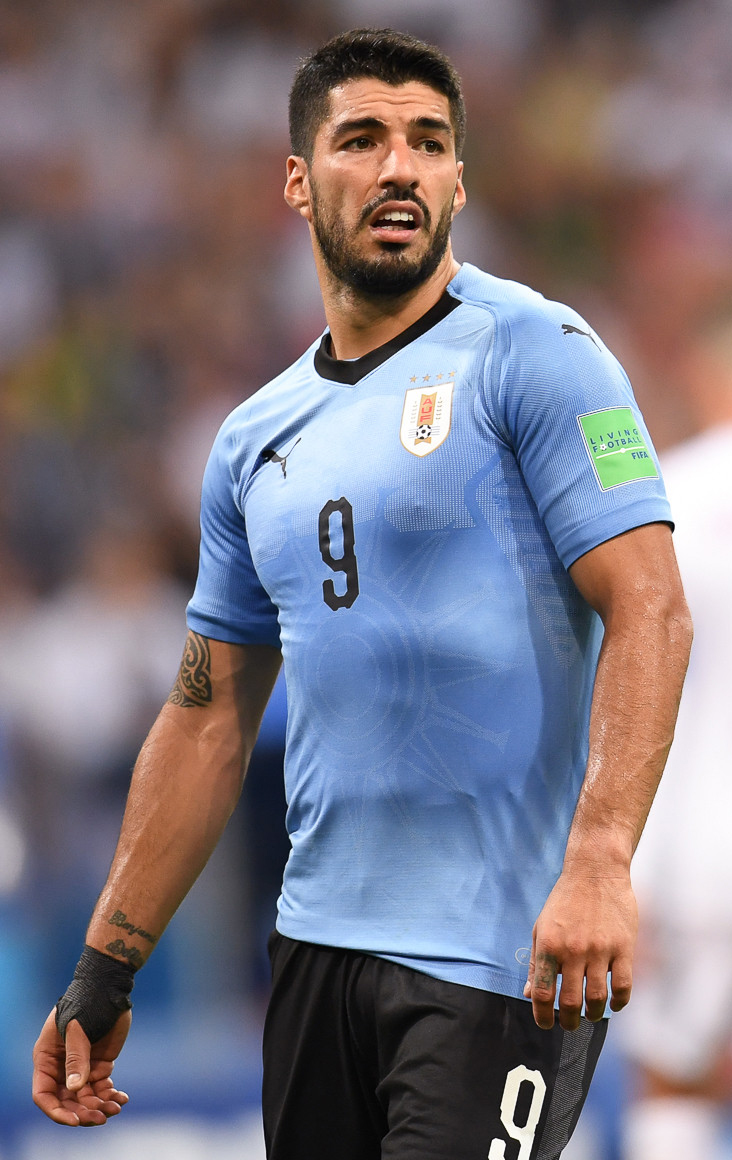
ロシアW杯 ポルトガル戦でのスアレス

2018 FIFAワールドカップでは、代表通算100試合目の出場となったグループステージ第2節のサウジアラビア戦で、ウルグアイの決勝トーナメント進出を決める決勝点を記録。続く開催国ロシア戦でも低い弾道の直接フリーキックを決めて2試合連続ゴールを挙げた。決勝トーナメント1回戦のポルトガル戦では絶妙なコンビネーションでエディンソン・カバーニの先制点をアシストするなど2得点に絡み、ベスト8進出に貢献した。準々決勝のフランス戦ではカバーニの負傷欠場の影響もありフランス守備陣にマークされ、シュート0本、ペナルティーエリア内のタッチ数0と完全に抑え込まれ、ウルグアイもベスト8で敗退した。

### コパ・アメリカ2019
2019年3月、オスカル・タバレス監督はブラジルで開催されるコパ・アメリカ2019に臨むウルグアイ代表の最終メンバー23人にスアレスを加えた。6月16日、同大会のグループステージ開幕戦のエクアドル戦でスアレスはニコラス・ロデイロによる先制点をアシストし、自身もこの試合の3得点目を決めた。
29日に行われた準々決勝のペルー戦では、VARによりオフサイドがあったとしてゴールが認められず、その後行われたPK戦でもスアレスは1番手のキッカーとして蹴るが決められず、ペルーは全員が成功したためウルグアイは敗退した
2020年10月8日、スアレスは南アフリカW杯予選とブラジルW杯予選に続いて2022 FIFAワールドカップ・南米予選の開幕戦チリとの試合先制ゴールを決め、南米予選史上初めて3大会の予選開幕戦でゴールを決めた選手となった。

### コパ・アメリカ2021

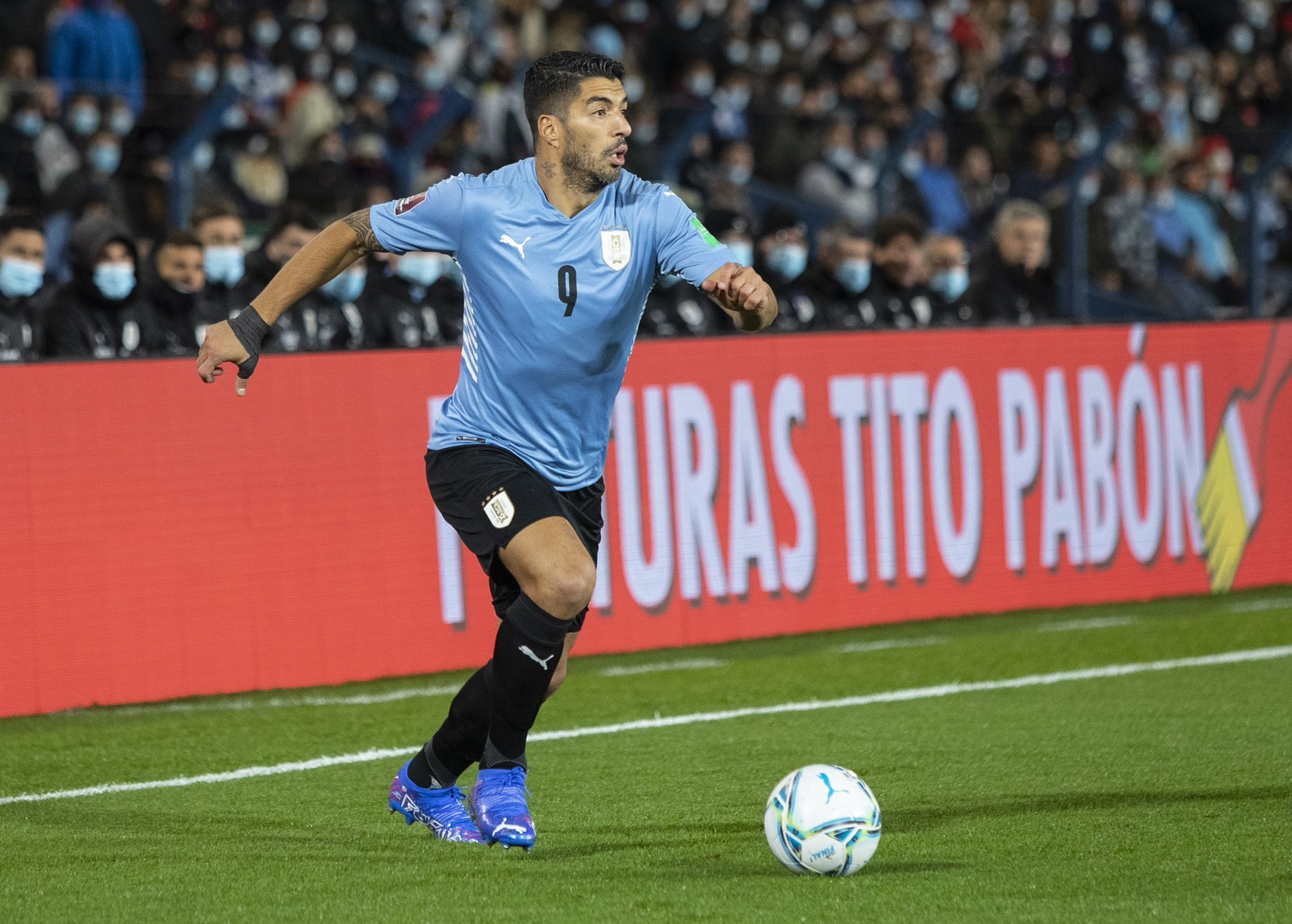
コパ・アメリカ2021 コロンビア戦でのスアレス

2021年、コパ・アメリカ2021のチリ戦でスアレスは相手のオウンゴールを誘発するも、準々決勝でコロンビア代表とのPK戦の末に敗退した。

### カタールW杯
2022年11月10日、カタールW杯に向けたメンバーの1人に選ばれた。
2022 FIFAワールドカップ・グループH最終節ガーナ戦では、前半26分と32分にジョルジアン・デ・アラスカエタが2ゴールを決めて2-0で勝利したが、同時開催されていた韓国がポルトガルに2-1で勝利したため、総得点でウルグアイは韓国に1点及ばず3位となりグループステージ敗退となった。スアレスは無得点で大会を終え、ガーナ戦後にはグループステージ敗退を受けてベンチで涙を流した。試合後、スアレスは涙を浮かべながら「僕は4回目のW杯に出場するという運に恵まれた。そして4歳の方の息子は、自分がW杯の試合に勝つのを見たことがなかったが、今日ようやく目にすることができた。なのに、彼の目に広がったのはグループステージ敗退という悲しみの光景だったんだ。選手、父親として辛いものがあるよ」と複雑な心境を吐露した。

### コパ・アメリカ2024
コパ・アメリカ2024ではダルウィン・ヌニェスがウルグアイ代表の試合で連続得点するなど好調を維持していたこともあり、バックアッパーとして参加。グループステージはボリビア戦（7分間）とアメリカ戦（1分間）の8分間のみの出場にとどまったが、それでもスアレスは自身の役割に満足していると明かした。
すべての瞬間をとても楽しんでいる。この歳になると、たくさんプレーするにしても少しプレーするにしても、歳を取るにつれてますます楽しめるようになるものだ。フットボールの炎が消えつつあることを知っているからね。すでに見てきたように、今の自分はチームの1人に過ぎない。プレーしてもしなくても、自分の役割に満足しているし、できる限りチームの力になろうとしているよ。
準決勝のコロンビア戦では、数的有利でありながら0-1である状況で途中出場し、交代直後にはゴールポストを叩くシュートを打つなど存在感を出すも敗戦。試合終了後にはウルグアイとコロンビアの選手らの間で乱闘騒ぎになり、スアレスもコロンビアのミゲル・ボルハに対して噛みつこうとした。
3位決定戦のカナダ戦では後半開始から途中出場し、1-2のビハインドで迎えた92分にスアレスはホセ・マリア・ヒメネスの折り返しに合わせて値千金の同点ゴールを決めた。試合はそのままPK戦に突入し、スアレス自身も4番目のキッカーとして成功させてウルグアイを3位に導き、スアレス個人もこの試合のマン・オブ・ザ・マッチに選出されて大会を終えた。

## プレースタイル
ドリブルによる突破や裏への抜け出し、エリア外からのシュート、フリーキックなど多彩な得点パターンを持つ世界屈指のストライカー。右利きではあるが状況に応じ左右両足を高いレベルで使い分けることができることに加え、相手ディフェンダー、ゴールキーパーの逆を付く動きを得意とする。またゴールの多くを2タッチ以内で決めている。
フィジカルにも優れ、シュート力や高いキープ力に生かされている。ランニングコーチである横原和真はスアレスの独特なバランス感覚と柔軟性を「上半身と下半身が別々に動いている」と表現。またシュート時に踏ん張りすぎずに相手に身体を乗せたりその場で倒れ込むことで関節への負担を軽減しており、こうしたフィジカルの強さやプレースタイルはフィジカルが求められる南米の環境と、スアレス自身のサッカーセンスとにより生み出されたものであると分析している。
シュートだけでなくパスによるアシストも多く、リオネル・メッシに最も多くのアシストを供給したアタッカーである。純粋なセンターフォワードよりも2トップの一角やサイドアタッカーとしてプレーするタイプであり、スアレス本人もアシストを供給することを好む。スアレスの得点とアシストの両立について、スアレスを世界最高のストライカーに選出したワールドサッカーダイジェストは「健全なエゴイズムの持ち主」であり「利己と利他の完璧なバランス」を持っていると表現している。
こうしたプレー面での器用さやスアレス本人の適応力により、所属した全てのチームにフィットし結果を残している。
一方で前述の人種差別発言や故意のハンドリング、噛み付きなどの行為が度々話題となる。大袈裟に倒れて相手のファールを誘発するダイバーであるとされており、スアレス本人も自身がダイバーの「レッテルを貼られている」ことを認識している。2012年10月28日のエヴァートンとのマージーサイド・ダービーでは、前年の同カードでスアレスのダイブが試合を分けたことからエヴァートン監督のデイヴィッド・モイーズが試合前日の会見でスアレスのダイブを懸念し、一方スアレスは試合本番でゴールを決めた際にモイーズの目の前でダイブのパフォーマンスを披露することで応酬した。

## エピソード
- 貧しい母子家庭の7人兄弟の1人として育ち、幼少期には裸足でプレイしていたと本人は語っている[112][113]。イギリスの心理学者はこのような幼少期の貧困体験が噛み付き行為の一因の可能性があるとして、再発の可能性の高さや治療の困難さを語っている[113]。また、子供の頃から学校で行儀が悪かったとも述懐している[114]。
- 兄のパオロ・スアレス（英語版）もサッカー選手であり、帰化先のエルサルバドル代表でプレーしている[115]。
- 妻のソフィアとは14歳の頃に出会った[116]。交際後すぐにソフィアは両親と共にバルセロナに移住したが、スアレスもヨーロッパ移籍後は彼女に会うために度々バルセロナを訪れていた[117]。バルセロナ移籍を決断した理由の一つとしてソフィアの影響を挙げている[117]。ソフィアとは2009年に結婚し、娘と息子が一人ずつ生まれている[116]。2018年10月には、第三子が生まれたことを発表した[118]。
- 右手の指3本を負傷したことがあり、うち1本には後遺症が残っているため、右手にはテーピングを巻いて試合に臨んでいる[119]。右手首には娘の名前のタトゥーが彫られており、ゴールを決めた際には妻のための薬指、娘のために手首にキスをする[120]。
- リバプール時代はルーカス・レイバやディルク・カイト、グレン・ジョンソンらと仲が良かった。
- バルセロナの同僚のリオネル・メッシとは移籍直後にマテ茶仲間として親交を深め[106]、性格や考え方が合うこともありプライベートでも仲が良い[106][107]。メッシがプライベートを静かに過ごせるよう、自身と同じカステイダフェルスに住むようアドバイスしたのもスアレスだった[107]。スアレスはメッシを世界最高の選手として認めているが[106][121]、一方でスアレスはバルセロナでメッシと共存できた数少ないストライカーでもある[103][106][107]。
- バルセロナのチームメートからは「ゴルド（太っちょ）」のあだ名で呼ばれている[122]。
- 上記の噛み付き、人種差別発言など問題行動の多さもありイギリスのサッカーサイト”Football Fan Cast”において「プレミアリーグで最も嫌われているサッカー選手[123]」に選ばれた。
- 2015年6月、アメリカの経済誌フォーブスは最新の世界のアスリートの年収ランキングを発表した。スアレスの年収は2100万ドル（約26億円）であり、世界の10位にランクインした[124]。
- 2017年5月、ESPNは世界で最も有名なアスリート100人を発表し、38位に選出された。サッカー選手としては13位[125]。

## 個人成績
2023年8月9日現在
| クラブ         | シーズン | リーグ           | 国内     | 国内     | 国内     | 国内     | 国内     | 国内     | 国内     | 国内     | 国内       | 国内       | UEFA | UEFA | UEFA | UEFA | UEFA       | UEFA       | FIFA | FIFA | その他 | その他 | シーズン通算 | シーズン通算 |
| クラブ         | シーズン | リーグ           | リーグ戦 | リーグ戦 | 州リーグ | 州リーグ | カップ戦 | カップ戦 | リーグ杯 | リーグ杯 | スーパー杯 | スーパー杯 | CL   | CL   | EL   | EL   | スーパー杯 | スーパー杯 | CWC  | CWC  | その他 | その他 | シーズン通算 | シーズン通算 |
| クラブ         | シーズン | リーグ           | 出場     | 得点     | 出場     | 得点     | 出場     | 得点     | 出場     | 得点     | 出場       | 得点       | 出場 | 得点 | 出場 | 得点 | 出場       | 得点       | 出場 | 得点 | 出場   | 得点   | 出場         | 得点         |
| -------------- | -------- | ---------------- | -------- | -------- | -------- | -------- | -------- | -------- | -------- | -------- | ---------- | ---------- | ---- | ---- | ---- | ---- | ---------- | ---------- | ---- | ---- | ------ | ------ | ------------ | ------------ |
| ナシオナル     | 2004-05  | ウルグアージョ   | -        | -        | -        | -        | -        | -        | -        | -        | -          | -          | -    | -    | -    | -    | -          | -          | -    | -    | 1      | 0      | 1            | 0            |
| ナシオナル     | 2005-06  | ウルグアージョ   | 27       | 10       | -        | -        | -        | -        | -        | -        | -          | -          | -    | -    | -    | -    | -          | -          | -    | -    | 7      | 2      | 34           | 12           |
| ナシオナル     | 通算     | 通算             | 27       | 10       | -        | -        | -        | -        | -        | -        | -          | -          | -    | -    | -    | -    | -          | -          | -    | -    | 8      | 2      | 35           | 12           |
| フローニンゲン | 2006-07  | エールディヴィジ | 29       | 10       | -        | -        | 2        | 1        | -        | -        | 4          | 3          | -    | -    | 2    | 1    | -          | -          | -    | -    | -      | -      | 37           | 15           |
| アヤックス     | 2007-08  | エールディヴィジ | 33       | 17       | -        | -        | 3        | 2        | -        | -        | 4          | 2          | 2    | 1    | 2    | 0    | -          | -          | -    | -    | -      | -      | 42           | 22           |
| アヤックス     | 2008-09  | エールディヴィジ | 31       | 22       | -        | -        | 2        | 1        | -        | -        | -          | -          | -    | -    | 10   | 5    | -          | -          | -    | -    | -      | -      | 43           | 28           |
| アヤックス     | 2009-10  | エールディヴィジ | 33       | 35       | -        | -        | 6        | 8        | -        | -        | -          | -          | -    | -    | 9    | 6    | -          | -          | -    | -    | -      | -      | 48           | 49           |
| アヤックス     | 2010-11  | エールディヴィジ | 13       | 7        | -        | -        | 1        | 1        | -        | -        | 1          | 0          | 9    | 4    | -    | -    | -          | -          | -    | -    | -      | -      | 24           | 12           |
| アヤックス     | 通算     | 通算             | 110      | 81       | -        | -        | 12       | 12       | -        | -        | 5          | 2          | 11   | 5    | 21   | 11   | -          | -          | -    | -    | -      | -      | 159          | 111          |
| リヴァプール   | 2010-11  | プレミアリーグ   | 13       | 4        | -        | -        | 0        | 0        | 0        | 0        | -          | -          | -    | -    | 0    | 0    | -          | -          | -    | -    |        |        | 13           | 4            |
| リヴァプール   | 2011-12  | プレミアリーグ   | 31       | 11       | -        | -        | 4        | 3        | 4        | 3        | -          | -          | -    | -    | -    | -    | -          | -          | -    | -    | -      | -      | 39           | 17           |
| リヴァプール   | 2012-13  | プレミアリーグ   | 33       | 23       | -        | -        | 2        | 2        | 1        | 1        | -          | -          | -    | -    | 8    | 4    | -          | -          | -    | -    | -      | -      | 44           | 30           |
| リヴァプール   | 2013-14  | プレミアリーグ   | 33       | 31       | -        | -        | 3        | 0        | 1        | 0        | -          | -          | -    | -    | -    | -    | -          | -          | -    | -    | -      | -      | 37           | 31           |
| リヴァプール   | 通算     | 通算             | 110      | 69       | -        | -        | 9        | 5        | 6        | 4        | -          | -          | -    | -    | 8    | 4    | -          | -          | -    | -    | -      | -      | 133          | 82           |
| バルセロナ     | 2014-15  | リーガBBVA       | 27       | 16       | -        | -        | 6        | 2        | -        | -        | -          | -          | 10   | 7    | -    | -    | -          | -          |      |      | -      | -      | 43           | 25           |
| バルセロナ     | 2015-16  | リーガBBVA       | 35       | 40       | -        | -        | 4        | 5        | -        | -        | 2          | 0          | 9    | 8    | -    | -    | 1          | 1          | 2    | 5    | -      | -      | 53           | 59           |
| バルセロナ     | 2016-17  | ラ・リーガ       | 35       | 29       | -        | -        | 6        | 4        | -        | -        | 1          | 1          | 9    | 3    | -    | -    | -          | -          | -    | -    | -      | -      | 51           | 36           |
| バルセロナ     | 2017-18  | ラ・リーガ       | 33       | 25       | -        | -        | 6        | 5        | -        | -        | 2          | 0          | 10   | 1    | -    | -    | -          | -          | -    | -    | -      | -      | 51           | 31           |
| バルセロナ     | 2018-19  | ラ・リーガ       | 33       | 21       | -        | -        | 5        | 3        | -        | -        | 1          | 0          | 10   | 1    | -    | -    | -          | -          | -    | -    | -      | -      | 49           | 25           |
| バルセロナ     | 2019-20  | ラ・リーガ       | 28       | 16       | -        | -        | 0        | 0        | -        | -        | 1          | 0          | 7    | 5    | -    | -    | -          | -          | -    | -    | -      | -      | 36           | 21           |
| バルセロナ     | 通算     | 通算             | 191      | 147      | -        | -        | 27       | 19       | -        | -        | 7          | 1          | 55   | 25   | -    | -    | 1          | 1          | 2    | 5    | -      | -      | 283          | 198          |
| アトレティコ   | 2020-21  | ラ・リーガ       | 32       | 21       | -        | -        | 0        | 0        | -        | -        | -          | -          | 6    | 0    | -    | -    | -          | -          | -    | -    | -      | -      | 38           | 21           |
| アトレティコ   | 2021-22  | ラ・リーガ       | 35       | 11       | -        | -        | 2        | 1        | -        | -        | 1          | 0          | 7    | 1    | -    | -    | -          | -          | -    | -    | -      | -      | 44           | 13           |
| アトレティコ   | 通算     | 通算             | 67       | 32       | -        | -        | 2        | 1        | -        | -        | 1          | 0          | 13   | 1    | -    | -    | -          | -          | -    | -    | -      | -      | 83           | 34           |
| ナシオナル     | 2022     | ウルグアージョ   | 14       | 8        | -        | -        | 0        | 0        | -        | -        | -          | -          | -    | -    | -    | -    | -          | -          | -    | -    | 2      | 0      | 16           | 8            |
| グレミオ       | 2023     | セリエA          | 12       | 4        | 12       | 7        | 7        | 2        | -        | -        | -          | -          | -    | -    | -    | -    | -          | -          | -    | -    | 1      | 3      | 32           | 16           |
| 総通算         | 総通算   | 総通算           | 560      | 361      | 12       | 7        | 58       | 39       | 6        | 4        | 15         | 5          | 79   | 31   | 29   | 15   | 1          | 1          | 2    | 5    | 11     | 5      | 778          | 476          |

1. ↑  コパ・リベルタドーレス
2. ↑  コパ・リベルタドレースおよびリーグ戦プレーオフ
3. ↑  コパ・スダメリカーナ
4. ↑  レコパ・ガウショ（英語版）

## 代表歴

### 出場大会
- U-20ウルグアイ代表

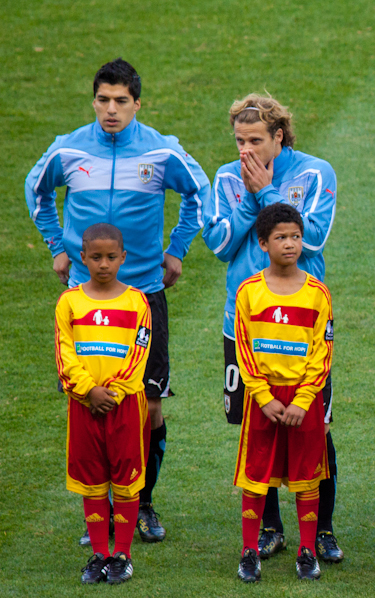
2010年のワールドカップでのスアレス(後列左)とフォルラン

  - 2007年 - 2007 FIFA U-20ワールドカップ (ベスト16)
- U-23ウルグアイ代表
  - 2012年 - ロンドンオリンピック (OA) (グループリーグ敗退)
- ウルグアイ代表
  - 2010年 - 2010 FIFAワールドカップ (4位)
  - 2011年 - コパ・アメリカ2011 (優勝)
  - 2013年 - FIFAコンフェデレーションズカップ2013 (4位)
  - 2014年 - 2014 FIFAワールドカップ (ベスト16)
  - 2016年 - コパ・アメリカ・センテナリオ (グループリーグ敗退)
  - 2018年 - 2018 FIFAワールドカップ (ベスト8)
  - 2019年 - コパ・アメリカ2019 (ベスト8)
  - 2021年 - コパ・アメリカ2021 (ベスト8)
  - 2022年 - 2022 FIFAワールドカップ  (グループリーグ敗退)
  - 2024年 - コパ・アメリカ2024 (3位）

### 試合数
- 国際Aマッチ 143試合 69得点（2007年- ）[73]

| ウルグアイ代表 | 国際Aマッチ | 国際Aマッチ |
| 年             | 出場        | 得点        |
| -------------- | ----------- | ----------- |
| 2007           | 6           | 2           |
| 2008           | 10          | 4           |
| 2009           | 12          | 3           |
| 2010           | 11          | 7           |
| 2011           | 13          | 10          |
| 2012           | 8           | 4           |
| 2013           | 16          | 9           |
| 2014           | 6           | 5           |
| 2016           | 8           | 3           |
| 2017           | 5           | 2           |
| 2018           | 11          | 6           |
| 2019           | 7           | 4           |
| 2020           | 3           | 4           |
| 2021           | 12          | 2           |
| 2022           | 9           | 3           |
| 2023           | 1           | 0           |
| 2024           | 5           | 1           |
| 通算           | 143         | 69          |

### 得点
| #  | 開催日         | 開催地                                                     | 対戦国         | スコア | 結果        | 試合概要                   |
| -- | -------------- | ---------------------------------------------------------- | -------------- | ------ | ----------- | -------------------------- |
| 1  | 2007年10月13日 | モンテビデオ、エスタディオ・センテナリオ                   | ボリビア       | 1–0    | 5–0         | 南アフリカW杯予選          |
| 2  | 2007年11月18日 | モンテビデオ、エスタディオ・センテナリオ                   | チリ           | 1–0    | 2–2         | 南アフリカW杯予選          |
| 3  | 2008年2月6日   | モンテビデオ、エスタディオ・センテナリオ                   | コロンビア     | 2–2    | 2–2         | 親善試合                   |
| 4  | 2008年5月25日  | ボーフム、ルールシュタディオン                             | トルコ         | 1–0    | 3–2         | 親善試合                   |
| 5  | 2008年5月25日  | ボーフム、ルールシュタディオン                             | トルコ         | 2–2    | 3–2         | 親善試合                   |
| 6  | 2008年5月28日  | オスロ、ウレヴォール・スタディオン                         | ノルウェー     | 1–1    | 2–2         | 親善試合                   |
| 7  | 2009年6月10日  | プエルト・オルダス、ポリデポルティボ・カチャマイ           | ベネズエラ     | 1–1    | 2–2         | 南アフリカW杯予選          |
| 8  | 2009年9月9日   | モンテビデオ、エスタディオ・センテナリオ                   | コロンビア     | 1–0    | 3–1         | 南アフリカW杯予選          |
| 9  | 2009年10月10日 | キト、エスタディオ・オリンピコ・アタウアルパ               | エクアドル     | 1–1    | 2–1         | 南アフリカW杯予選          |
| 10 | 2010年3月3日   | ザンクト・ガレン、AFGアレナ                                | スイス         | 2–1    | 3–1         | 親善試合                   |
| 11 | 2010年6月22日  | ルステンブルク、ロイヤル・バフォケン・スタジアム           | メキシコ       | 1–0    | 1–0         | 南アフリカW杯              |
| 12 | 2010年6月26日  | ポート・エリザベス、ネルソン・マンデラ・ベイ・スタジアム   | 韓国           | 1–0    | 2–1         | 南アフリカW杯              |
| 13 | 2010年6月26日  | ポート・エリザベス、ネルソン・マンデラ・ベイ・スタジアム   | 韓国           | 2–1    | 2–1         | 南アフリカW杯              |
| 14 | 2010年10月8日  | ジャカルタ、ゲロラ・ブン・カルノ・スタジアム               | インドネシア   | 2–1    | 7–1         | 親善試合                   |
| 15 | 2010年10月8日  | ジャカルタ、ゲロラ・ブン・カルノ・スタジアム               | インドネシア   | 3–1    | 7–1         | 親善試合                   |
| 16 | 2010年10月8日  | ジャカルタ、ゲロラ・ブン・カルノ・スタジアム               | インドネシア   | 5–1    | 7–1         | 親善試合                   |
| 17 | 2011年6月8日   | モンテビデオ、エスタディオ・センテナリオ                   | オランダ       | 1–0    | 1–1         | 親善試合                   |
| 18 | 2011年7月4日   | サンフアン、エスタディオ・デル・ビセンテナリオ             | ペルー         | 1–1    | 1–1         | コパ・アメリカ2011         |
| 19 | 2011年7月19日  | ラプラタ、エスタディオ・シウダ・デ・ラ・プラタ             | ペルー         | 1–0    | 2–0         | コパ・アメリカ2011準決勝   |
| 20 | 2011年7月19日  | ラプラタ、エスタディオ・シウダ・デ・ラ・プラタ             | ペルー         | 2–0    | 2–0         | コパ・アメリカ2011準決勝   |
| 21 | 2011年7月24日  | ブエノスアイレス、エル・モヌメンタル                       | パラグアイ     | 1–0    | 3–0         | コパ・アメリカ2011決勝     |
| 22 | 2011年10月7日  | モンテビデオ、エスタディオ・センテナリオ                   | ボリビア       | 1–0    | 4–2         | ブラジルW杯予選            |
| 23 | 2011年11月11日 | モンテビデオ、エスタディオ・センテナリオ                   | チリ           | 1–0    | 4–0         | ブラジルW杯予選            |
| 24 | 2011年11月11日 | モンテビデオ、エスタディオ・センテナリオ                   | チリ           | 2–0    | 4–0         | ブラジルW杯予選            |
| 25 | 2011年11月11日 | モンテビデオ、エスタディオ・センテナリオ                   | チリ           | 3–0    | 4–0         | ブラジルW杯予選            |
| 26 | 2011年11月11日 | モンテビデオ、エスタディオ・センテナリオ                   | チリ           | 4–0    | 4–0         | ブラジルW杯予選            |
| 27 | 2012年5月25日  | モスクワ、ロコモティフ・スタジアム                         | ロシア         | 1–0    | 1–1         | 親善試合                   |
| 28 | 2012年6月10日  | モンテビデオ、エスタディオ・センテナリオ                   | ペルー         | 1–0    | 4–2         | ブラジルW杯予選            |
| 29 | 2012年10月16日 | ラパス、エルナンド・シレス競技場                           | ボリビア       | 1–4    | 1–4         | ブラジルW杯予選            |
| 30 | 2012年11月14日 | グダニスク、PGEアリーナ                                    | ポーランド     | 3–1    | 3–1         | 親善試合                   |
| 31 | 2013年3月22日  | モンテビデオ、エスタディオ・センテナリオ                   | パラグアイ     | 1–0    | 1–1         | ブラジルW杯予選            |
| 32 | 2013年6月5日   | モンテビデオ、エスタディオ・センテナリオ                   | フランス       | 1–0    | 1–0         | 親善試合                   |
| 33 | 2013年6月16日  | レシフェ、アレナ・ペルナンブーコ                           | スペイン       | 1–2    | 1–2         | コンフェデ杯2013           |
| 34 | 2013年6月23日  | レシフェ、アレナ・ペルナンブーコ                           | タヒチ         | 7–0    | 8–0         | コンフェデ杯2013           |
| 35 | 2013年6月23日  | レシフェ、アレナ・ペルナンブーコ                           | タヒチ         | 8–0    | 8–0         | コンフェデ杯2013           |
| 36 | 2013年8月15日  | 宮城県、宮城スタジアム                                     | 日本           | 3–0    | 4–2         | キリンチャレンジカップ2013 |
| 37 | 2013年9月6日   | リマ、エスタディオ・ナシオナル                             | ペルー         | 1–0    | 2–1         | ブラジルW杯予選            |
| 38 | 2013年9月6日   | リマ、エスタディオ・ナシオナル                             | ペルー         | 2–0    | 2–1         | ブラジルW杯予選            |
| 39 | 2013年10月15日 | モンテビデオ、エスタディオ・センテナリオ                   | アルゼンチン   | 2–1    | 3–2         | ブラジルW杯予選            |
| 40 | 2014年6月19日  | サンパウロ、アレーナ・デ・サンパウロ                       | イングランド   | 1–0    | 2–1         | ブラジルW杯                |
| 41 | 2014年6月19日  | サンパウロ、アレーナ・デ・サンパウロ                       | イングランド   | 2–1    | 2–1         | ブラジルW杯                |
| 42 | 2014年10月13日 | マスカット、スルタン・カーブース・スポーツコンプレックス   | オマーン       | 1–0    | 3–0         | 親善試合                   |
| 43 | 2014年10月13日 | マスカット、スルタン・カーブース・スポーツコンプレックス   | オマーン       | 2–0    | 3–0         | 親善試合                   |
| 44 | 2014年11月13日 | モンテビデオ、エスタディオ・センテナリオ                   | コスタリカ     | 1–1    | 3–3         | 親善試合                   |
| 45 | 2016年3月25日  | レシフェ、アレナ・ペルナンブーコ                           | ブラジル       | 2–2    | 2–2         | ロシアW杯予選              |
| 46 | 2016年9月6日   | モンテビデオ、エスタディオ・センテナリオ                   | パラグアイ     | 3–0    | 4–0         | ロシアW杯予選              |
| 47 | 2016年10月11日 | バランキージャ、エスタディオ・メトロポリターノ             | コロンビア     | 2–1    | 2–2         | ロシアW杯予選              |
| 48 | 2017年10月10日 | モンテビデオ、エスタディオ・センテナリオ                   | ボリビア       | 3–1    | 4–2         | 親善試合                   |
| 49 | 2017年10月10日 | モンテビデオ、エスタディオ・センテナリオ                   | ボリビア       | 4–1    | 4–2         | 親善試合                   |
| 50 | 2018年3月23日  | 南寧市、広西体育中心                                       | チェコ         | 1–0    | 2–0         | チャイナ・カップ           |
| 51 | 2018年6月7日   | モンテビデオ、エスタディオ・センテナリオ                   | ウズベキスタン | 2–0    | 3–0         | 親善試合                   |
| 52 | 2018年6月20日  | ロストフ・ナ・ドヌ、ロストフ・アリーナ                     | サウジアラビア | 1–0    | 1–0         | ロシアW杯                  |
| 53 | 2018年6月25日  | サマーラ、サマーラ・アリーナ                               | ロシア         | 1–0    | 3–0         | ロシアW杯                  |
| 54 | 2018年9月7日   | ヒューストン、NRGスタジアム                                | メキシコ       | 2–1    | 4–1         | 親善試合                   |
| 55 | 2018年9月7日   | ヒューストン、NRGスタジアム                                | メキシコ       | 3–1    | 4–1         | 親善試合                   |
| 56 | 2019年6月7日   | モンテビデオ、エスタディオ・センテナリオ                   | パナマ         | 2–0    | 3–0         | 親善試合                   |
| 57 | 2019年6月16日  | ベロオリゾンテ、ミネイロン                                 | エクアドル     | 3–0    | 4–0         | コパ・アメリカ2019         |
| 58 | 2019年6月20日  | ポルト・アレグレ、アレーナ・ド・グレミオ                   | 日本           | 1–1    | 2–2         | コパ・アメリカ2019         |
| 59 | 2019年11月19日 | ヤッファ、ブルームフィールド・スタジアム                   | アルゼンチン   | 2–1    | 2–2         | 親善試合                   |
| 60 | 2020年10月8日  | モンテビデオ、エスタディオ・センテナリオ                   | チリ           | 1–0    | 2–1         | カタールW杯予選            |
| 61 | 2020年10月13日 | キト、ラ・カサブランカ                                     | エクアドル     | 1–4    | 2–4         | カタールW杯予選            |
| 62 | 2020年10月13日 | キト、ラ・カサブランカ                                     | エクアドル     | 2–4    | 2–4         | カタールW杯予選            |
| 63 | 2020年11月13日 | ボゴタ、エル・カンピン                                     | コロンビア     | 2–0    | 3–0         | カタールW杯予選            |
| 64 | 2021年6月21日  | クイアバ、アレーナ・パンタナール                           | チリ           | 1–1    | 1–1         | コパ・アメリカ2021         |
| 65 | 2021年10月14日 | マナウス、アレーナ・アマゾニア                             | ブラジル       | 1–3    | 1–4         | カタールW杯予選            |
| 66 | 2022年1月27日  | アスンシオン、エスタディオ・ジェネラル・パブロ・ロハス     | パラグアイ     | 1–0    | 1–0         | カタールW杯予選            |
| 67 | 2022年2月1日   | モンテビデオ、エスタディオ・センテナリオ                   | ベネズエラ     | 4–0    | 4–1         | カタールW杯予選            |
| 68 | 2022年3月29日  | サンティアゴ、エスタディオ・サン・カルロス・デ・アポキンド | チリ           | 1–0    | 2–0         | カタールW杯予選            |
| 69 | 2024年7月13日  | シャーロット、バンク・オブ・アメリカ・スタジアム           | カナダ         | 2–2    | 2–2 (4-2 p) | コパ・アメリカ2024         |

## タイトル

### クラブ
ナシオナル
- トルネオ・ウルグアージョ・クラウスーラ : 2回 (2005-06, 2022)
- トルネオ・ウルグアージョ年間王者 : 2回 (2005-06, 2022)

アヤックス
- エールディヴィジ : 1回 (2010-11)
- KNVBカップ : 1回 (2009-10)

リヴァプール
- フットボールリーグカップ : 1回 (2011-12)

バルセロナ
- ラ・リーガ : 4回 (2014-15, 2015-16, 2017-18, 2018-19)
- コパ・デル・レイ : 4回 (2014-15, 2015-16, 2016-17, 2017-18)
- スーペルコパ・デ・エスパーニャ : 2回 (2016, 2018)
- UEFAチャンピオンズリーグ : 1回 (2014-15)
- UEFAスーパーカップ : 1回 (2015)
- FIFAクラブワールドカップ : 1回 (2015)

アトレティコ・マドリード
- ラ・リーガ : 1回 (2020-21)

グレミオ
- カンピオナート・ガウショ : 1回 (2023)
- レコパ・ガウショ（英語版） : 1回 (2023)

### 代表
ウルグアイ代表
- コパ・アメリカ : 1回 (2011)

### 個人

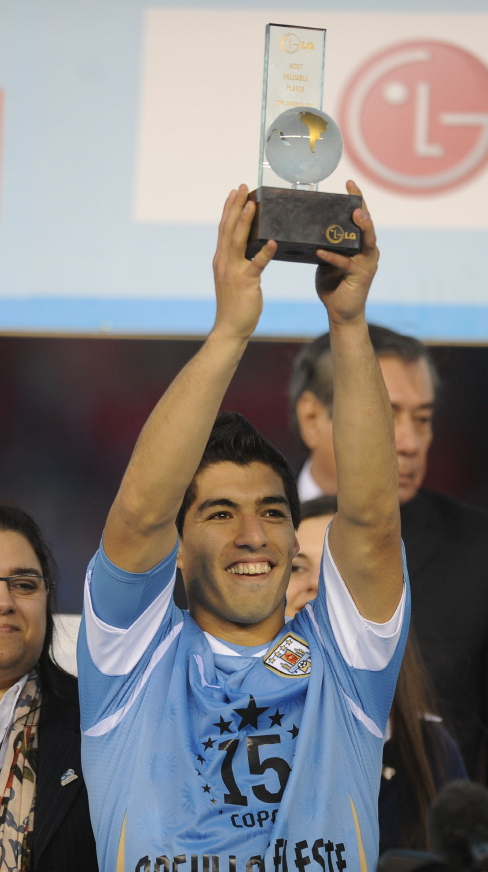
コパ・アメリカ2011では最優秀選手に輝いた

- エールディヴィジアシスト王 : 1回 (2008-09)
- エールディヴィジ得点王 : 1回 (2009-10)
- KNVBカップ得点王 : 1回 (2009-10)
- IFFHS世界トップディビジョン最多得点選手[128] : 3回 (2010, 2014, 2016)
- リヴァプール年間最優秀選手 : 2回 (2012-13, 2013-14)
- リヴァプール選手選出年間最優秀選手 : 1回 (2013-14)
- リヴァプール年間最優秀ゴール : 1回 (2013-14)
- プレミアリーグ得点王 : 1回 (2013-14)
- ヨーロッパ・ゴールデンシュー : 2回 (2013-14, 2015-16)
- プレミアリーグ年間最優秀選手 : 1回 (2013-14)
- コパ・アメリカ最優秀選手 : 1回 (2011)
- PFA年間ベストイレブン : 1回 (2012-13, 2013-14)
- PFA年間最優秀選手賞 : 1回 (2013-14)
- PFAファン年間最優秀選手賞 : 1回 (2013-14)
- FWA年間最優秀選手賞 : 1回 (2013-14)
- FSF（英語版）年間最優秀選手 : 1回 (2013-14)
- ESM年間ベストイレブン : 3回（2013–14, 2014–15, 2015–16)
- トロフェオEFE（英語版） : 2回 (2014-15, 2020-21)
- トロフェオ・アルフレッド・ディ・ステファノ : 1回 (2020-21)
- UEFAチャンピオンズリーグベストチーム : 2回 (2014-15[129], 2015-16)
- FIFAクラブワールドカップ得点王 : 1回 (2015)
- FIFAクラブワールドカップ最優秀選手 : 1回 (2015)
- リーガ・エスパニョーラ得点王 : 1回 (2015-16)
- コパ・デル・レイ得点王 : 1回 (2015-16)
- トロフェオ・アルド・ロビラ（英語版） : 1回 (2015-16)
- ラ・リーガ月間最優秀選手賞 : 4回 (2016年5月, 2017年12月, 2018年10月, 2019年12月)
- ラ・リーガ最優秀外国人選手 : 1回 (2015-16)
- FIFPROワールドイレブン : 1回 (2016年)
- UEFAチャンピオンズリーグアシスト王 : 1回 (2018-19)
- トルネオ・ウルグアージョ年間ベストイレブン : 1回 (2022)
- IFFHSウルグアイ歴代男子ドリームチーム[130] : 2022年
- カンピオナート・ブラジレイロ・セリエAアシスト王 : 1回 (2023)
- ボーラ・ジ・オーロ : 1回 (2023年)
- ボーラ・ジ・プラッタ : 1回 (2023年)

## 著書
- 『ルイス・スアレス自伝 理由』（ソル・メディア、2015年、ISBN 978-4905349235）